# Henry Hervey Aston
Henry Hervey Aston, född 1759, död 1798, var en engelsk cricketspelare. Han spelade för Hambledon Club och Marylebone Cricket Club.